# Anlauffarbe
| Farbe          | Temperatur |
| -------------- | ---------- |
| Weißgelb       | 200 °C     |
| Strohgelb      | 220 °C     |
| Goldgelb       | 230 °C     |
| Gelbbraun      | 240 °C     |
| Braunrot       | 250 °C     |
| Rot            | 260 °C     |
| Purpurrot      | 270 °C     |
| Violett        | 280 °C     |
| Dunkelblau     | 290 °C     |
| Kornblumenblau | 300 °C     |
| Hellblau       | 320 °C     |
| Blaugrau       | 340 °C     |
| Grau           | 360 °C     |

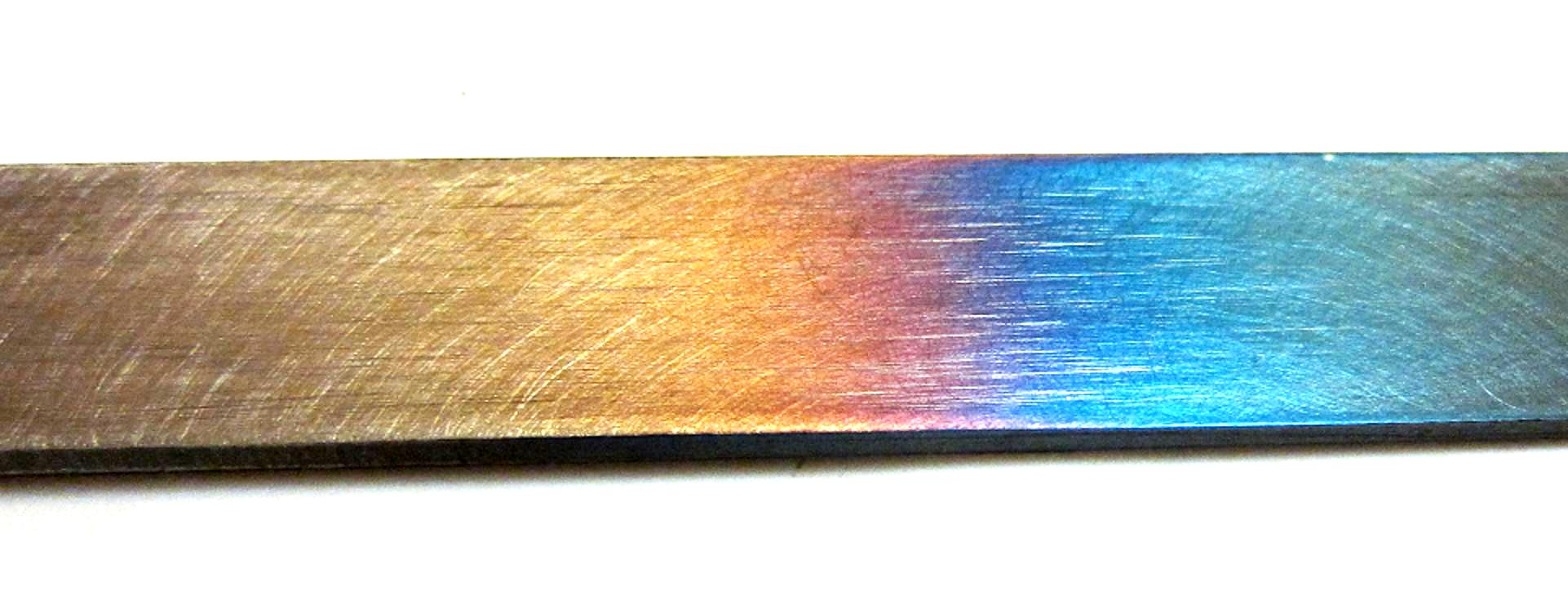
Lokal erhitztes Stahlband

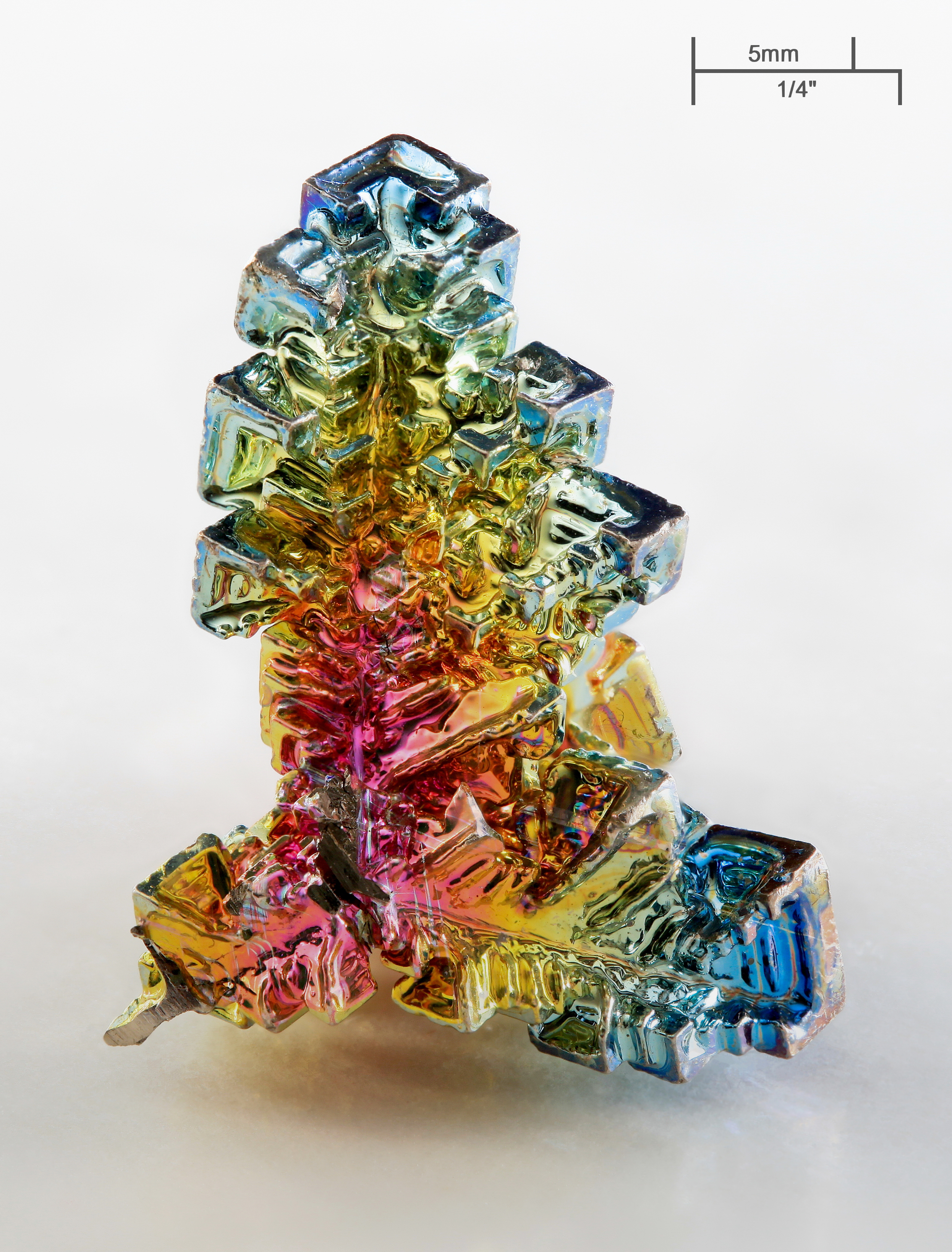
Bismutkristalle gezüchtet aus der Schmelze, bei ca. 300 °C. Nur dann entstehen die typischen Anlauffarben durch Oxidation

Anlauffarben, auch Anlassfarben, sind oberflächliche, irisierende bunte Färbungen eines Stoffes, die durch Interferenz an dünnen Schichten entstehen. Sie finden sich hauptsächlich bei Metallen, aber auch auf Mineralen. Diese Interferenz ist denen in Ölflecken auf Pfützen oder in Lamellen von Seifenblasen sehr ähnlich.

## Entstehung und Beispiele
Auf Metallen entstehen die Anlauffarben meist durch eine Oxidation der Oberfläche. Die Dicke der Oxidschicht wird durch die Tiefe bestimmt, in die die Sauerstoffatome diffundieren können. Diese Tiefe ist stark von der Temperatur abhängig. Dadurch ist es möglich, die Temperatur zu bestimmen, der ein Metall beispielsweise beim Schweißen oder Anlassen ausgesetzt war. Dies ist wichtig, da auch wichtige Materialeigenschaften wie Härte und Zähigkeit von der Temperatur abhängen.
Bei Stahl findet man beispielsweise bei Erhitzung auf 200 °C blassgelbe, bei 300 °C kornblumenblaue und bei 500 °C graue (für eine Farbgebung zu dicke Schicht) Anlassfarben. Dies kann zur Färbung von rostfreien Stählen genutzt werden. Auch auf Silber bildet sich an Luft (durch Schwefelwasserstoff) ein schwarzer Überzug aus Silbersulfid, der häufig bunt schillert. Bei Mineralen treten Anlauffarben durch Verwitterung auf. Ein Beispiel dafür ist der durch Anlauffarben bunte Buntkupferkies.
Bei Titan wird auf ähnliche Weise beispielsweise für Schmuck eine gezielte Farbgebung durch gezieltes Erzeugen einer Oxidschicht mittels Anodisieren erreicht. Bei 10–25 nm Schichtdicke ergibt sich eine Goldfarbe, bei 25–40 nm Lila, bei 40–50 nm Dunkelblau, bei 50–80 nm Hellblau, bei 80–120 nm Gelb, bei 120–150 nm Orange, bei 150–180 nm Lila und bei 180–210 nm Grün.